# Maltebrunia letestui
Maltebrunia letestui är en gräsart som först beskrevs av Jean Koechlin, och fick sitt nu gällande namn av Jean Koechlin. Maltebrunia letestui ingår i släktet Maltebrunia och familjen gräs. Inga underarter finns listade i Catalogue of Life.